# Iglesia de la Reina de la Paz (Ebeye)
La Iglesia de la Reina de la Paz (en inglés: Church of the Queen of Peace) también llamada Parroquia Reina de la Paz, es el nombre que recibe un edificio religioso que pertenece a la Iglesia católica y se encuentra ubicado en la localidad e isla de Ebeye parte del atolón de Kwajalein en las Islas Marshall un país en Micronesia, en Oceanía.
El templo fue dedicado en 1962 y sigue el rito romano o latino y esta bajo la responsabilidad de la Prefectura Apostólica de las Islas Marshall (Praefectura Apostolica Insularum Marshallensium) creada en 1993 con la bula "Quo expeditius" del papa Juan Pablo II. Los servicios religiosos se ofrecen en inglés.